# Сумароков, Валерий Николаевич
Валерий Николаевич Сумароков (род. 1946) — советский и российский учёный, доктор экономических наук, профессор.

## Биография
Родился 22 апреля 1946 года в Тульской области.
После окончания средней школы, в 1964 году поступил в Московский финансовый институт (МФИ, ныне Финансовый университет при Правительстве Российской Федерации) по специальности “Международные экономические отношения”. В 1969 году окончил МФИ и по распределению был направлен в валютно-экономическое управление Госбанка СССР, где работал экономистом. В 1970—1972 годах служил в рядах Советской армии.
В 1972 году, после демобилизации, Валерий Сумароков поступил в аспирантуру МФИ по кафедре политической экономии. В 1975 году защитил диссертацию, и ему была присуждена ученая степень кандидата экономических наук. С 1975 года работает в этом вузе, где прошёл все ступени служебной лестницы: ассистент, старший преподаватель, доцент кафедры политэкономии, проректор по вечернему обучению (1981—1985), проректор по научной работе (1993—1998), проректор по вечернему обучению (1998). С 1998 года Валерий Николаевич заведовал кафедрой “Экономика и региональное развитие”, с 2002 года являлся директором Международного финансового института XXI века. В период перестройки в СССР в течение пяти лет возглавлял партийную организацию Московского финансового института (1985—1990). В 1998 году В.Н. Сумароков защитил докторскую диссертацию на тему “Государственные финансы в современной экономике”. В 1999 году ему было присвоено ученое звание профессора. Являлся членом ученого совета Финансовой академии и двух диссертационных советов по специальностям «Экономическая теория» и «Мировая экономика». Внес существенный вклад в становление и развитие Международного экономического факультета, реализацию проекта «двойного диплома», внедрение новейших образовательных технологий.
Проходил зарубежные стажировки в London School of Economics and Political Science (1980—1981) и Manchester Business School (1993) в Великобритании; Toronto International Leadership Centre for Financial Sector Supervision (2001) в Канаде. Был участником международных и российских научных конференций, круглых столов, семинаров. Неоднократно выступал с докладами в университетах США, Великобритании, Италии, Германии, Китая и других стран.
В настоящее время Сумароков — советник при ректорате Финансового университета. Является действительным членом Академии менеджмента и рынка, членом Международной налоговой ассоциации. Член редколлегий журналов «Банковские услуги» и «Финансы, деньги, инвестиции».
Автор ряда работ, включая монографии, учебники и учебные пособия.
Валерий Николаевич был одним из инициаторов восстановления Свято-Покровского храма в селе Тюнеж Тульской области, став старостой этого храма. Является дарителем эндаумент-фонда Финансового университета.

## Заслуги
- «Почетный работник Высшего образования Российской Федерации», «Заслуженный работник высшей школы Российской Федерации» (Указ Президента РФ от 16.08.1996).
- Имеет правительственные награды, в числе которых орден Почёта (2009), медаль «В память 850-летия Москвы», а также медали и награды общественных организаций, в частности памятную медаль «Патриот России» (Протокол заседания Коллегии Российского государственного военного историко-культурного центра при Правительстве Российской Федерации от 23 апреля 2014 года)[7].
- Удостоен Благодарности Президента Российской Федерации (Распоряжения Президента Российской Федерации от 12 марта 2014 года № 60-рп и от 30 апреля 2014 года № 136-рп).[8]
- За значительные результаты в научно-педагогической деятельности, существенный вклад в развитие науки и образования и иные области деятельности Финансового университета награждён медалью «За заслуги перед Финансовым университетом» (25.03.2016).[9]